# Velvyslanectví České republiky v Budapešti
Velvyslanectví České republiky v Budapešti je hlavním českým diplomatickým zastoupením v Maďarsku. Nachází se v budově na adrese Rózsa utca 61, v VI. obvodu hlavního města Budapešti. Původně vzniklo jako velvyslanectví Československa, po rozdělení země roku 1993 byly dvě budovy velvyslanectví rozděleny mezi objektu českou a slovenskou diplomatickou misi. Od roku 2023 vykonává funkci ambasadorky Eva Dvořáková.

## Historie
Po rozpadu Rakouska-Uherska a vzniku Československa koncem roku 1918, a následně pak po signaci Trianonské mírové smlouvy Československou a Maďarském v čevnu 1920, v rámci které Maďarsko uznalo nezávislost Československa, byly zahájeny vzájemné diplomatické vztahy. V Budapešti bylo zřízeno velvyslanectví, které od roku 1922 sídlilo v budově ulici Rózsa, kterou pro tyto účely čs. stát zakoupil. Vzájemné vztahy pak byly přerušeny dočasným zánikem Československa následkem Mnichovské dohody a následnou německou okupací Čech, Moravy a Slezska, a k jejich obnovení došlo až po druhé světové válce. 18. ledna 1954 byla zdejší diplomatická mise povýšena na velvyslanectví.

## Budova velvyslanectví

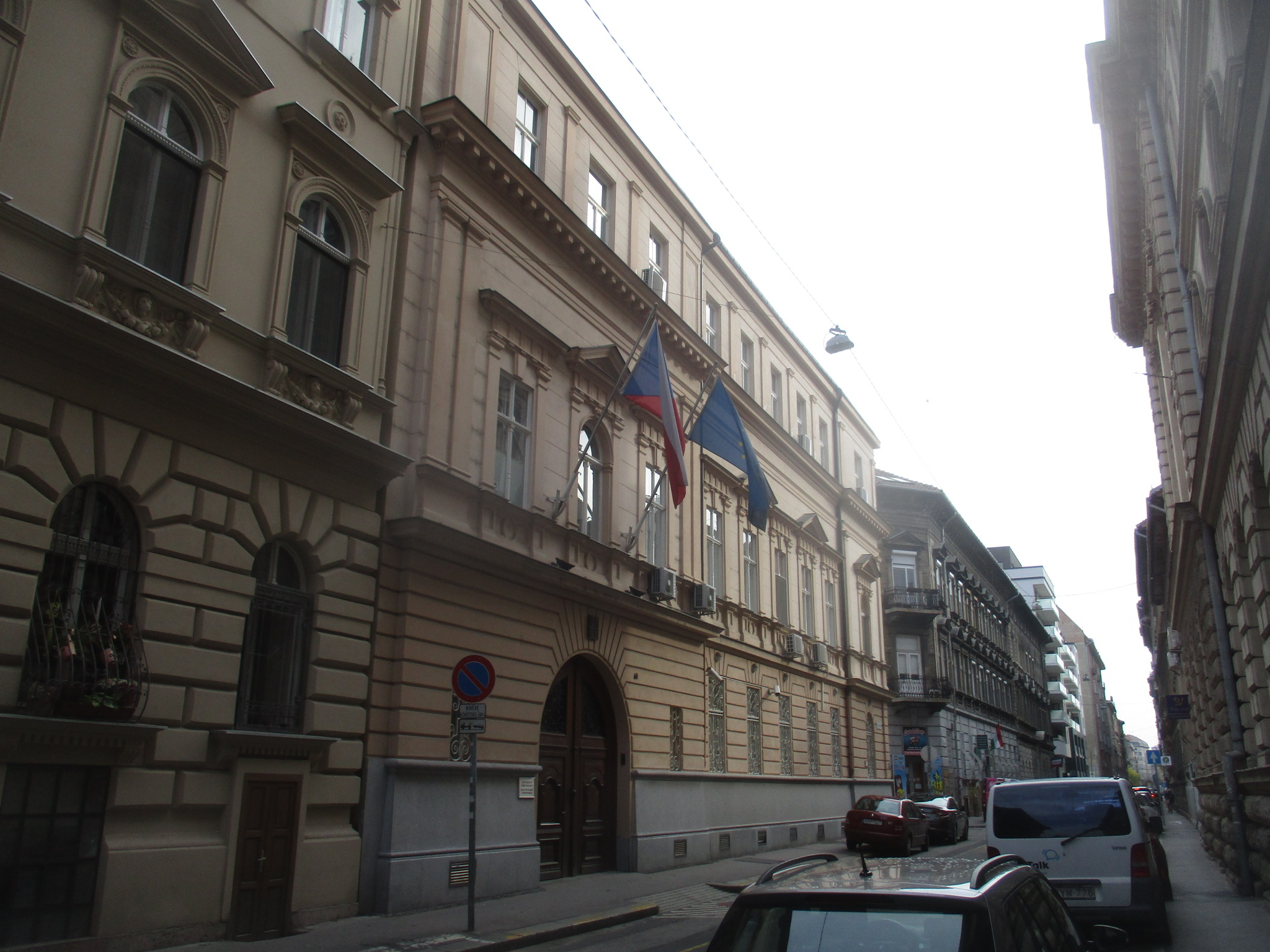
Budova ambasády v Rózsa utca

Nemovitost na ulici Rózsa byla Československem pro potřeby zastupitelského úřadu zakoupena v roce 1922. Přestože byla během druhé světové vílky zabavena a po roce 1945 Československu navrácena, velvyslanectví zde mohlo fungovat jen několik měsíců a k jeho oficiálnímu znovuotevření je v roce 1947. Telefonní seznam z roku 1948 uvádí adresu ambasády na 22-24 Stefánia utca (tehdy Vorosilov, poté Népstadion utza), konzulát a obchodní kancelář pak zůstaly v budově na Rózsa utca.   
Když se Československo v roce 1993 rozdělilo, byly rozděleny i pozemky a budovy: na základě dohody, dle které bude dle národnosti velvyslance přidělena české či slovenské straně. Vzhledem k tomu, že tehdejší československý velvyslanec v Maďarsku Rudolf Chmel byl slovenské národnosti, hlavní budova  v ulici Stefánia se stala ambasádou Slovenska a budova v ulici Rózsa se stala sídlem českého velvyslanectví.
Česká konzulární úřad se nachází u bočního vchodu stejné budovy, na adrese Szegfű utca 4. V Budapešti rovněž působí České centrum v Budapešti.

## Vedoucí mise
- 1993–1994 Michal Černý (správce)
- 1994–1998 Richard Pražák
- 1998–2002 Rudolf Jindrák
- 2002–2006 Hana Hubáčková
- 2006–2010 Jaromír Plíšek
- 2010–2014 Helena Bambasová
- 2014-2019 Juraj Chmiel
- 2019-2023 Tibor Bial
- 2023-? Eva Dvořáková